# Elsdorf-Westermühlen
Elsdorf-Westermühlen är en kommun med orterna Elsdorf och Westermühlen i Kreis Rendsburg-Eckernförde i förbundslandet Schleswig-Holstein i Tyskland.
Kommunen ingår i kommunalförbundet Amt Hohner Harde tillsammans med ytterligare 11 kommuner.